# Dale Patrick Coyne
Dale Patrick Coyne (Minooka, 8 de julho de 1954) é um ex-automobilista estadunidense, fundador da Dale Coyne Racing, onde foi piloto e também chefe de equipe, função que exerce até hoje.

## Carreira
Dale Coyne estreou juntamente com sua equipe no GP de Portland de 1984, aos 29 anos de idade. Substituindo Tom Bigelow (então com 44 anos), não conseguiu a classificação para o grid, assim como em outras 6 etapas. Sua estreia "oficial" foi em Mid-Ohio, onde abandonou.
Seu melhor resultado em 34 largadas (foram outras 30 não-classificações e 4 não-largadas) foi um 12º no GP de Montreal de 1986. Ele ainda pontuou na etapa de Milwaukee, em 1988. Se afastou das pistas em 1989 após a etapa de Pocono, porém voltou a pilotar 2 anos depois (não conseguiu encontrar um piloto pagante), fracassando na tentativa de se classificar para as 500 Milhas de Indianápolis. A despedida oficial de Dale Coyne foi em Portland, mesmo lugar onde iniciara a trajetória como piloto e dono de sua equipe, que durante os anos 90, quando chegou a se associar com o lendário jogador de futebol americano Walter Payton (rebatizando o time como Payton-Coyne Racing), era figura frequente na parte final dos grids, tendo seu melhor resultado o terceiro lugar de Roberto Moreno, durante a U.S. 500 de 1996.